# Family Four's jul
Family Four's jul är ett julalbum från 1971 av den svenska popgruppen Family Four. Albumet spelades in 1971 i Metronome Studio och släpptes på Metronome MLP 15.441 i Sverige . Sida A producerades av Anders Burman, sida B av Sven-Olof Bagge.

## Låtlista

### Sida A
1. Stilla natt, heliga natt (Stille Nacht, heilige Nacht)
2. Broar till varandra
3. Gläns över sjö och strand
4. Jag drömmer om en jul hemma
5. Vintervis

### Sida B
1. Family Four's julpotpurri (medley)
2. Jingeling tingeling
3. Rudolf med röda mulen
4. Hej, mitt vinterland

## Medverkande musiker
- Berndt Öst - gitarr, sång
- Pierre Isacsson - gitarr, sång
- Agnetha Munther - sång
- Marie Bergman - sång